# Pasar (vereniging)

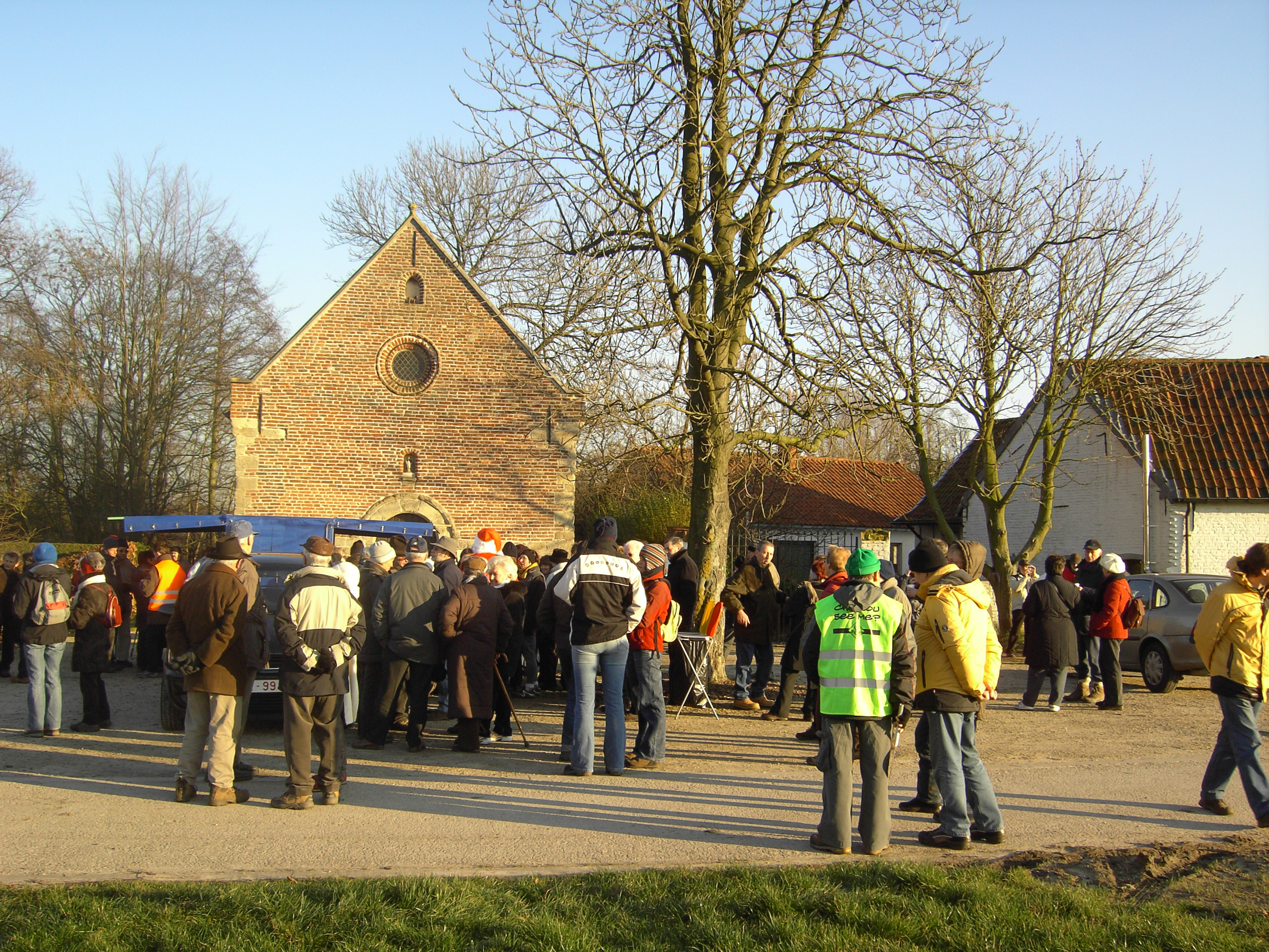
VG Gent, nu Pasar Gent, geeft een drink nabij de Sint-Elooiskapel te Merelbeke tijdens een wandeling in december 2007.

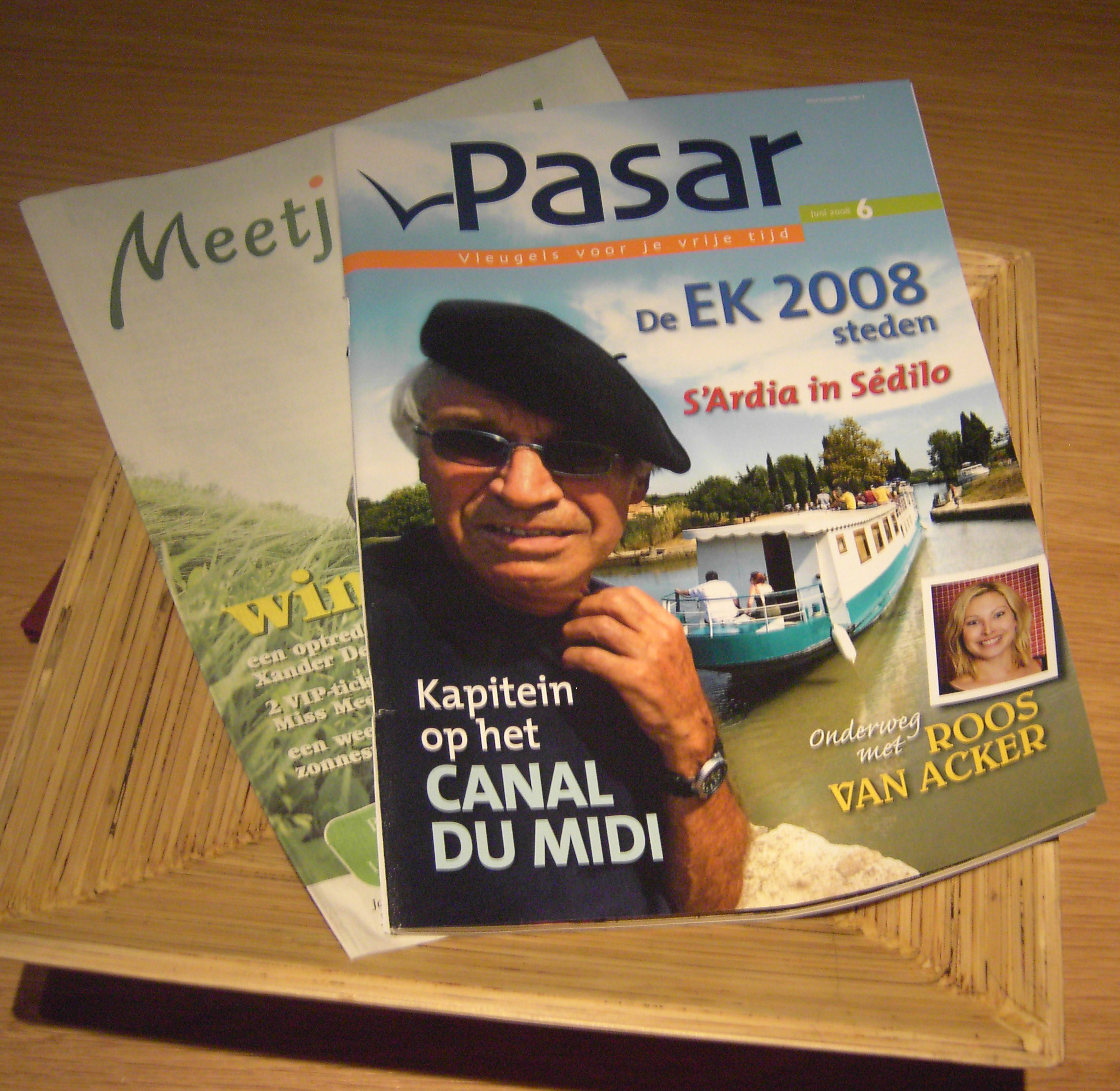
Pasar, juni 2008

Pasar is een katholieke, Vlaamse sociaal-culturele vereniging zonder winstoogmerk die zo veel mogelijk kansen wil geven om vakantie te nemen of aan recreatie te doen. De vereniging is gelieerd aan Beweging.net (het vroegere Algemeen Christelijk Werknemersverbond) en telt anno 2023 21000 leden.

## Geschiedenis
In 1938 ontstond Vakantiegenoegens na de invoering van de wet op de betaalde vakantie voor arbeiders. De vereniging wilde arbeiders en hun gezinnen leren hoe ze met die verworven vrije tijd konden omgaan. In 2008 herdoopte de vereniging zich tot Pasar en werd het archief overgedragen aan KADOC, het katholiek documentatiecentrum voor cultuur en samenleving.

## Werking
Pasar ondersteunt zowat 240 regionale afdelingen van vrijwilligers bij initiatieven in de recreatieve sfeer, zoals wandelen, fietsen en kamperen. Bij elk van deze activiteiten is er gerichte aandacht voor natuur en cultuur. De vzw publiceert het maandblad Pasar. Activiteiten worden ook gepubliceerd in het weekblad Visie of in lokale tijdschriften. 
Pasar organiseert ook zelf reizen en vakanties, goed voor meer dan één miljoen overnachtingen, en stuurt mee aan het beleid op alle bestuurlijke niveaus. De vereniging helpt onder andere mee aan het uitstippelen van fiets- en wandelpaden en de uitbouw van campings.